# ルイス・カルハーン
ルイス・カルハーン（Louis Calhern、1895年2月19日 - 1956年5月12日）はアメリカ合衆国の俳優。

## 略歴
1895年にニューヨーク市で生まれ、家族で移り住んだセントルイスで子供時代を過ごす。高校時代はアメフト部に所属していたが、その姿が劇場の支配人の目に留まり、地元の舞台に端役で出演する。これをきっかけに俳優を目指し、ニューヨークに渡ると、第一次世界大戦が勃発する中、ドイツ風（en:Teutonic）の本名Carl Henry Vogtを変えた方が都合が良いと考え、CarlとHenryの文字を並べ替えてCalhernの芸名を付ける。
第一次世界大戦に従軍し、キャリアは一旦中断するものの、舞台で経験を積み、1921年に映画デビューする。その後はブロードウェイの舞台にも立つようになり、高身長と美声でアイドル的人気を獲得、活動の中心は舞台となる。映画がトーキーに移行すると、再び映画にも出演するようになり、知的な悪役で成功する。一時はアルコール依存症によって仕事にも影響が出るようになるが、1940年代の後半にはきっぱりとアルコールを断ち、完全復帰する。
数々の映画に助演を中心に印象的な役で出演しており、中でも『アスファルト・ジャングル』（1950年）で演じた、娘ほどに若い愛人（スターになる前のマリリン・モンロー）を囲っている悪徳弁護士や、『アニーよ銃をとれ』（1950年）のバッファロー・ビル、シェイクスピア戯曲の映画化作品『ジュリアス・シーザー』（1953年）のシーザーなどで知られる。また、『The Magnificent Yankee』（1950年）では実在の法律家オリバー・ウェンデル・ホームズを演じ、第23回アカデミー賞主演男優賞や第8回ゴールデングローブ賞ドラマ部門主演男優賞にノミネートされた（いずれも受賞はならず）。なお、同原作の舞台化作品（1946年初演）でも同じ役を演じている。
様々な映画に出演する一方、1920年代から1950年代に至るまで、ブロードウェイの舞台にも立ち続けた。
1956年、映画『八月十五夜の茶屋』の撮影で訪れていた奈良県で心筋梗塞により急死する。同作の代役はポール・フォードが務めた。因みにフォードは同原作の舞台化作品（1953年初演）で同じ役を演じている。

### 私生活
生涯で4回結婚し、いずれも離婚している。また相手は全て女優である。
- イルカ・チェイス（英語版）（1926年）
- ジュリア・ホイット（1927年 - 1932年）
- ナタリー・シェイファー（1934年 - 1942年）
- マリアンヌ・スチュワート（1946年 - 1955年）

## 主な出演作品

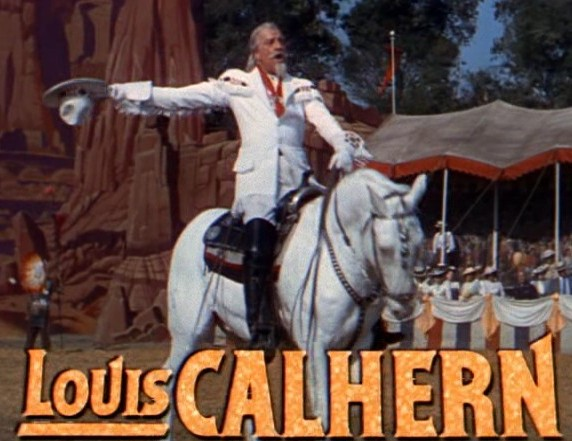
『アニーよ銃をとれ』（1950年）予告編より

| 公開年 | 邦題 原題                                          | 役名                             | 備考             |
| ------ | -------------------------------------------------- | -------------------------------- | ---------------- |
| 1921   | 汚点 The Blot                                      | フィル・ウエスト                 |                  |
| 1931   | 盗まれた天国 Stolen Heaven                         | スティーヴ・ペリー               |                  |
| 1931   | シンガポール航路 The Road to Singapore             | ジョージ・マーチ                 |                  |
| 1931   | 腕の男 Blonde Crazy                                | ダッパー・ダン・ベイカー         |                  |
| 1932   | O・Kアメリカ Okay, America!                        | マイルアウェイ・ロッソ           |                  |
| 1932   | 夜毎来る女 Night After Night                       | ディック・ボルトン               |                  |
| 1932   | 戦慄街 Afraid to Talk                              | ジョン・ウェイド検事補           |                  |
| 1932   | 春なき二万年 20,000 Years in Sing Sing             | ジョー・フィン                   |                  |
| 1932   | フリスコ・ジェニー Frisco Jenny                    | スティーヴ・ダットン             |                  |
| 1933   | 追いつめられた女 The Woman Accused                 | レオ・ヤング                     |                  |
| 1933   | 絶対の秘密 Strictly Personal                       | マグルーダー                     |                  |
| 1933   | 頓珍漢外交ゼネバ行 Diplomaniacs                    | ウィンクルレイド                 |                  |
| 1933   | 我輩はカモである Duck Soup                         | トレンティーノ大使               |                  |
| 1934   | 巌窟王 The Count of Monte Cristo                   | ヴィルフォール                   |                  |
| 1934   | いとしのアデリン Sweet Adeline                     | デイ                             |                  |
| 1935   | アリゾニアン The Arizonian                         | ジェイク・マネン                 | 別題『建設の嵐』 |
| 1935   | ポンペイ最後の日 The Last Days of Pompeii          | Prefect                          |                  |
| 1936   | 豪華一代娘 The Gorgeous Hussy                      | サンダーランド                   |                  |
| 1937   | 命を賭ける男 Her Husband Lies                      | ジョー・ソレル                   |                  |
| 1937   | ゾラの生涯 The Life of Emile Zola                  | Major Dort                       |                  |
| 1943   | 天国は待ってくれる Heaven Can Wait                 | ランドルフ・ヴァン・クレーヴ     |                  |
| 1944   | 情怨の谷 The Bridge of San Luis Rey                | ドン・アンドレ                   |                  |
| 1944   | ダニー・ケイの新兵さん Up in Arms                  | アシュリー大佐                   |                  |
| 1946   | 汚名 Notorious                                     | ポール・プレスコット             |                  |
| 1948   | 凱旋門 Arch of Triumph                             | ボリス・モロソウ                 |                  |
| 1949   | 赤い子馬 The Red Pony                              | 祖父                             |                  |
| 1949   | 赤きダニューブ The Red Danube                      | Colonel Piniev                   |                  |
| 1950   | アニーよ銃をとれ Annie Get Your Gun                | バッファロー・ビル               |                  |
| 1950   | アスファルト・ジャングル The Asphalt Jungle        | アロンゾ・D・エメリッヒ          |                  |
| 1950   | 流血の谷 Devil's Doorway                           | ヴァーン・クーラン               |                  |
| 1950   | トゥ・ウィークス・ウイズ・ラブ Two Weeks with Love | ホレイショ・ロビンソン           |                  |
| 1950   | The Magnificent Yankee                             | オリヴァー・ウェンデル・ホームズ |                  |
| 1952   | 結婚協奏曲 We're Not Married!                      | フレディ・メルローズ             |                  |
| 1952   | ゼンダ城の虜 The Prisoner of Zenda                 | Col. Zapt                        |                  |
| 1953   | ジュリアス・シーザー Julius Caesar                 | ジュリアス・シーザー             |                  |
| 1954   | ラプソディー Rhapsody                              | ニコラス・デュラン               |                  |
| 1954   | 重役室 Executive Suite                             | ジョージ・ナイル・カズウェル     |                  |
| 1954   | 第八ジェット戦闘機隊 Men of the Fighting Lady      | ジェームズ・A・ミッチェナー      |                  |
| 1954   | 皇太子の初恋 The Student Prince                    | フェルディナンド国王             |                  |
| 1954   | 叛逆者 Betrayed                                    | テン・エイク                     |                  |
| 1955   | プロディガル The Prodigal                          | ナリーヴ                         |                  |
| 1955   | 暴力教室 Blackboard Jungle                         | ジム・マードック                 |                  |
| 1956   | 上流社会 High Society                              | ウィリーおじさん                 |                  |